# Elvira (geslacht)
Elvira is een geslacht van vogels uit de familie kolibries (Trochilidae). Het geslacht kende twee soorten die op de IOC World Bird List versie 11.1 zijn ondergebracht in het geslacht Microchera:
- Microchera chionura synoniem: Elvira chionura - witstaartsmaragdkolibrie
- Microchera cupreiceps synoniem: Elvira cupreiceps - koperkopsmaragdkolibrie